# Kirsten Kraiberg Knudsen
Kirsten Kraiberg Knudsen, född 1976, är en dansk astronom verksam i Sverige. Som biträdande professor i astrofysik vid Institutionen för rymd-, geo- och miljövetenskap vid Chalmers tekniska högskola, forskar hon om hur galaxer bildas och utvecklats under universums historia.
Hon är medlem i den Internationella astronomiska unionen (IAU) och var 2014–2019 ledamot av Sveriges unga akademi.
Knudsen studerade vid Köpenhamns universitet och vid Universitetet i Leiden, där hon doktorerade på en avhandling om observationer av avlägsna galaxer. 
Hennes forskning fokuserar på avlägsna galaxer där många stjärnor bildas samtidigt. Hon använder sig av stora moderna teleskop såsom ALMA, VLT och Very Large Array för att, i submillimeterljus, kunna studera egenskaperna hos både vanliga galaxer och galaxer som är värdar för kvasarer.

## Priser och utmärkelser
- 2018 Birger Karlssons vetenskapspris [4]
- 2012 Wallenberg Academy Fellow [5].